# Abraão de Smolensk
Abraão de Smolensk foi um monge de Smolensk, sua terra natal, onde se tornou um monge do mosteiro de Bogoroditzkaja. É historicamente considerado um santo milagroso. Como monge, engajou-se na pregação e no estudo bíblico. É considerado uma figura importante na Rússia do período pré-mongóis.
É descrito como sendo um homem de caráter austero e militante, que manteve a ideia do Juízo Final em suas pregações. Era muito popular entre os leigos, enquanto trabalhava para os doentes e perturbados. Foi menos popular entre os outros clérigos locais, que chegaram a vê-lo com inimizade e ciúme.
Esta animosidade levou finalmente a várias acusações morais e teológicas feitas contra ele. Com base nessas acusações, o bispo local de Smolensk tomou medidas disciplinares contra Abraão, que lançaram uma nuvem sobre o seu caráter por cinco anos. Foi dito que mais tarde suas ações foram justificadas por um milagre. Naquela época, o bispo reabriu o processo contra Abraão, absolvendo-o das acusações levantadas contra ele, e fez dele o abade do menor mosteiro da Santa Cruz na região. Abraão teria passado o resto de sua vida pacificamente seguindo sua vocação ali, morrendo em 1221. Uma biografia escrita por seu discípulo Ephraem chegou até os nossos dias.

## Veneração
Sua festa litúrgica é celebrada em 21 de agosto em todas as igrejas da Rússia.